# Lavoye
Lavoye ist eine französische Gemeinde mit 145 Einwohnern (Stand 1. Januar 2022) im Département Meuse in der Region Grand Est (bis 2015 Lothringen). Sie gehört zum Arrondissement Bar-le-Duc und zum Kanton Dieue-sur-Meuse.

## Geographie
Die Gemeinde liegt am Südostrand der Naturlandschaft der Argonnen am Fluss Aire, etwa 22 Kilometer südwestlich von Verdun. Nachbargemeinden sind Froidos im Norden, Julvécourt im Osten, Autrécourt-sur-Aire im Süden, Waly im Südwesten und Beaulieu-en-Argonne im Westen.
Die Gemeinde wird vom Fluss Aire in nördlicher Richtung durchquert.

## Bevölkerungsentwicklung
| Jahr      | 1962 | 1968 | 1975 | 1982 | 1990 | 1999 | 2008 | 2019 |
| Einwohner | 207  | 201  | 164  | 164  | 169  | 152  | 164  | 153  |